# Will Power
William Steven Power (Toowoomba, Queensland, Australia; 1 de marzo de 1981), más conocido como Will Power, es un piloto de automovilismo australiano. Es dos veces campeón de IndyCar Series, logrando el campeonato en 2014 y 2022, resultó subcampeón en 2010, 2011, 2012 y 2016, tercero en 2015 y 2018, y cuarto en 2013 y 2024. Además, también resultó cuarto en Champ Car en 2007. Ha obtenido 41 victorias y 95 podios, combinando ambas categorías. Fue vencedor de las 500 Millas de Indianápolis en 2018, segundo en 2015, y quinto en 2009 y 2019, siendo el primer australiano en lograrlo.
Power es el quinto piloto con más victorias en la historia de la IndyCar: 41, donde logró al menos una victoria por temporada desde 2007 hasta 2022. Es el piloto con más pole positions de la historia de la categoría: 70, tras superar a Mario Andretti en 2022.

## Carrera

### Inicios
Su debut en el automovilismo profesional fue en la Fórmula Ford Australiana. Resultó subcampeón australiano en 2001, por detrás de Will Davison. En 2002 compitió en las dos máximas categorías de monoplazas del país: la Fórmula 3 Australiana, en la que con seis triunfos obtuvo el subcampeonato pese a ausentarse en las dos primeras fechas; y la Fórmula Holden, en la cual se coronó campeón con 7 victorias en 12 carreras.
En 2003, Power se unió a la Fórmula 3 Británica; fue 14.º esa temporada y 9.º en 2004. En 2005 compitió en la World Series by Renault por el equipo Carlin, resultando séptimo con dos triunfos. En septiembre de ese año, el australiano participó de la primera fecha de la temporada 2005/06 de A1 Grand Prix en Brands Hatch; obtuvo un cuarto puesto en la carrera corta y un segundo lugar en la carrera larga.

### Champ Car (2005-2007)
También en 2005, Power disputó las dos fechas finales de la Championship Auto Racing Teams por el equipo Walker. Abandonó en Surfers Paradise y llegó décimo en Ciudad de México.
Permaneciendo en Walker, Power compitió toda la temporada 2006 de la Champ Car, obteniendo un tercer, un cuarto y un quinto puesto como mejores resultados. Esto le valió la sexta colocación final, por delante de su experimentado compañero de equipo, Alex Tagliani, y la consagración como Novato del Año de la categoría.
Manteniéndose en la misma escuadra, Power triunfó en 2007 en las carreras callejeras de Las Vegas y Toronto, a la vez que se subió al podio en tres ocasiones más. De esta manera, concluyó la temporada en cuarta posición.

### IndyCar Series (2008-)

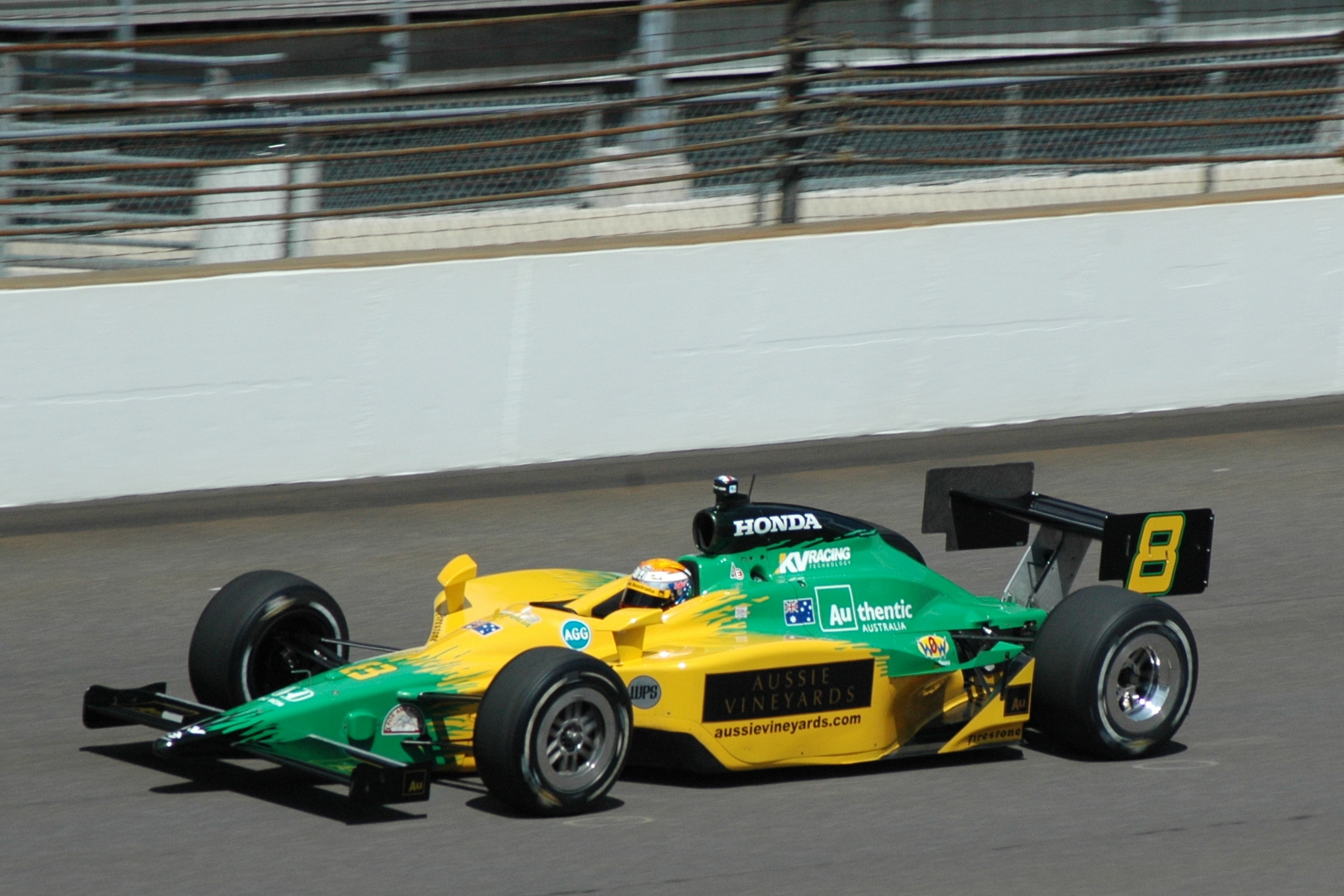
Will Power practicando para las 500 Millas de Indianápolis de 2008.

En 2008, tras la desaparición de la Champ Car, el equipo Walker Racing (uno de los que estaban a favor de la unificación con la IRL) decidió finalmente no pasar a la IndyCar Series, entonces fichó por KV Racing que sí pasó a la otra serie y acompañar a Oriol Servià. Además de la victoria de la carrera de despedida de la Champ Car en el circuito callejero de Long Beach, el australiano cosechó un cuarto puesto en Mid-Ohio y un quinto en el óvalo de Chicagoland, quedando 12.º en la clasificación final.
Con Hélio Castroneves enjuiciado por presunta evasión fiscal, Power lo sustituyó en Penske Racing en la primera fecha de la temporada 2009 de la IndyCar Series en San Petersburgo. Como el brasileño fue liberado de todos los cargo en su contra, a días de la segunda carrera en Long Beach, el australiano se subió a una tercera máquina para esa carrera; obtuvo la pole position y llegó segundo.
Power fue contratado para competir nuevamente en un tercer automóvil en seis fechas más, auspiciado en cinco de ellas por una empresa de alquiler de camiones de Roger Penske, el propio dueño del equipo. Fue quinto en las 500 millas de Indianápolis, tercero en Toronto, primero en Edmonton (también obtuvo la pole position) y noveno en Kentucky. Durante una tanda de prácticas en Sears Point, Power sufrió fracturas en dos vértebras tras chocar con otro automóvil. Eso le impidió competir esa carrera y la restante, y llevar un tratamiento de recuperación durante meses.

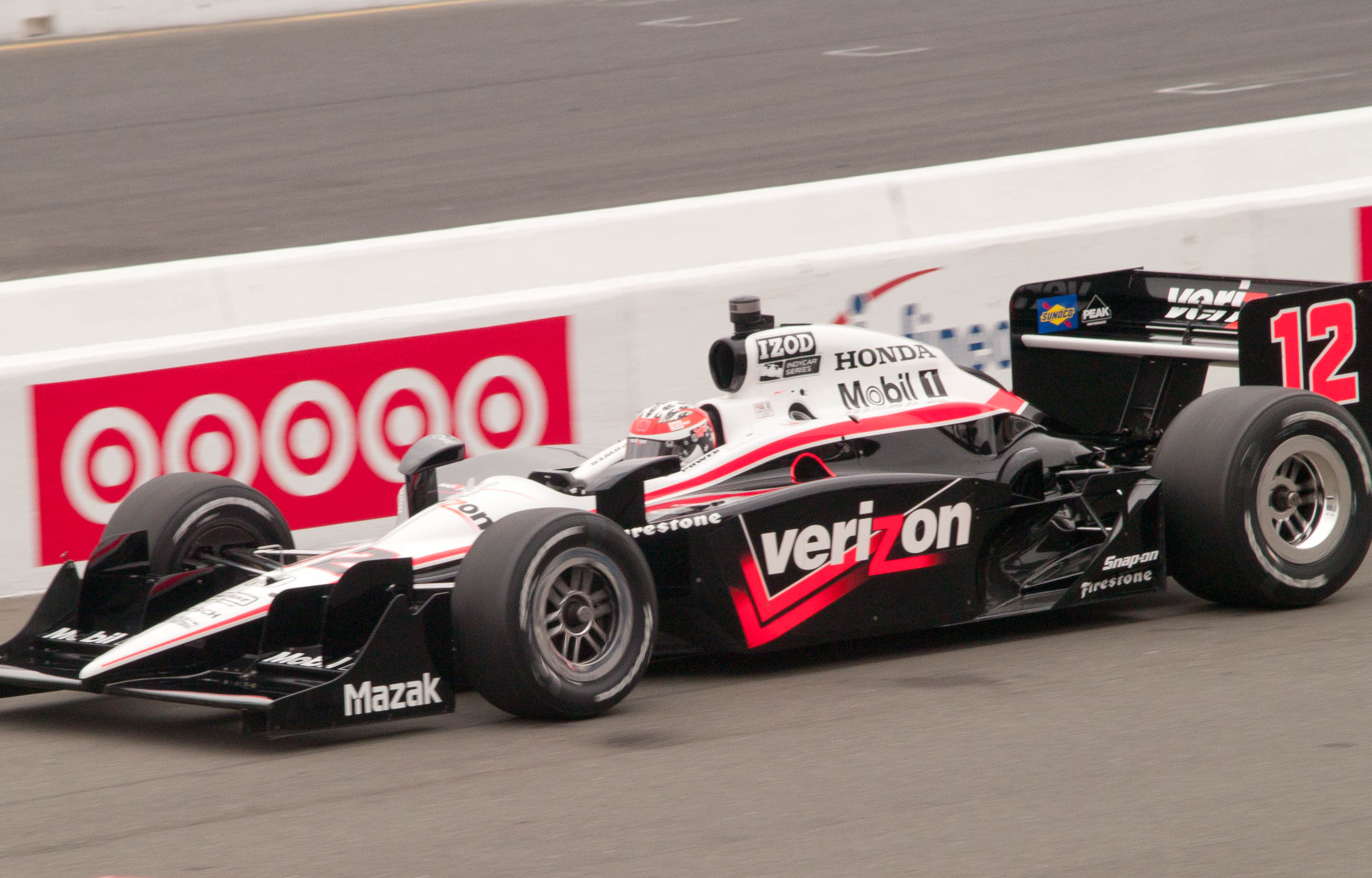
Power durante la carrera de Sonoma de 2010.

El piloto australiano fue contratado para participar de todas las fechas de la temporada 2010 por Penske. Venció en cinco circuitos mixtos (San Pablo, San Petersburgo, Watkins Glen, Toronto y Sears Point) y arribó cuarto o mejor en los restantes, lo cual le valió ganar el Trofeo Mario Andretti. Sin embargo, apenas llegó tercero en Motegi y quinto en Iowa como mejores resultados en óvalos. Eso le significó perder el campeonato frente a Dario Franchitti en la fecha final y deber conformarse con el subcampeonato.
En 2011, volvió a obtener el Trofeo Mario Andretti al ganar en Barber, San Pablo, Edmonton, Sears Point y Baltimore y arribar segundo en dos ocasiones de diez fechas en circuitos mixtos. Asimismo, ganó su primera carrera en óvalos, la segunda manga de Texas, y también obtuvo una tercera colocación, una cuarta y una quinta. Sin embargo, al abandonar o llegar retrasado en más oportunidades que Franchitti, el australiano volvió a entregar el subcampeonato a Franchitti.
Continuando en Penske en 2012, Power cosechó tres victorias en Barber, Long Beach y San Pablo, más otros tres podios en las diez fechas en circuitos mixtos, con lo que se llevó el Trofeo Mario Andretti. Pero obtuvo tres abandonos y ningún podio en los cinco óvalos, de modo que el australiano resultó subcampeón por tercer año consecutivo, en esta ocasión frente a Ryan Hunter-Reay. A continuación, acompañó a Mark Winterbottom en la fecha de Surfers Paradise del V8 Supercars a los mando de un Ford Falcon, donde finalizó tercero en ambas carreras.
En 2013, Power venció tres veces en Sears Point, la segunda manga de Houston y Fontana. Asimismo, logró un tercer puesto, dos cuartos y un quinto, de modo que culminó cuarto en la tabla general.
El australiano siguió con Penske en la temporada 2014 de la IndyCar. Venció en San Petersburgo, Detroit 1 y Milwaukee, y logró siete podios en 18 carreras. Así, logró el campeonato ante su compañero de equipo Hélio Castroneves. En 2015, consiguió la victoria en el circuito mixto de Indianápolis, dos segundos puestos, del que se destaca un segundo puesto en las 500 Millas de Indianápolis, y cuatro cuartos puestos. Power resultó tercero en la temporada detrás de Scott Dixon y Juan Pablo Montoya.
En la IndyCar 2016, a pesar de su ausencia en la primera fecha en San Petersburgo (donde logró la pole) debido a una infección en el oído persistente (aunque inicialmente le diagnosticaron una contusión), Power obtuvo cuatro victorias en Detroit 2, Road America, Toronto y Pocono, dos segundos puestos, un tercero y un cuarto que le permitió luchar por el título. No obstante, fue subcampeón por cuarta vez, en este caso por detrás de su compañero de equipo Simon Pagenaud.

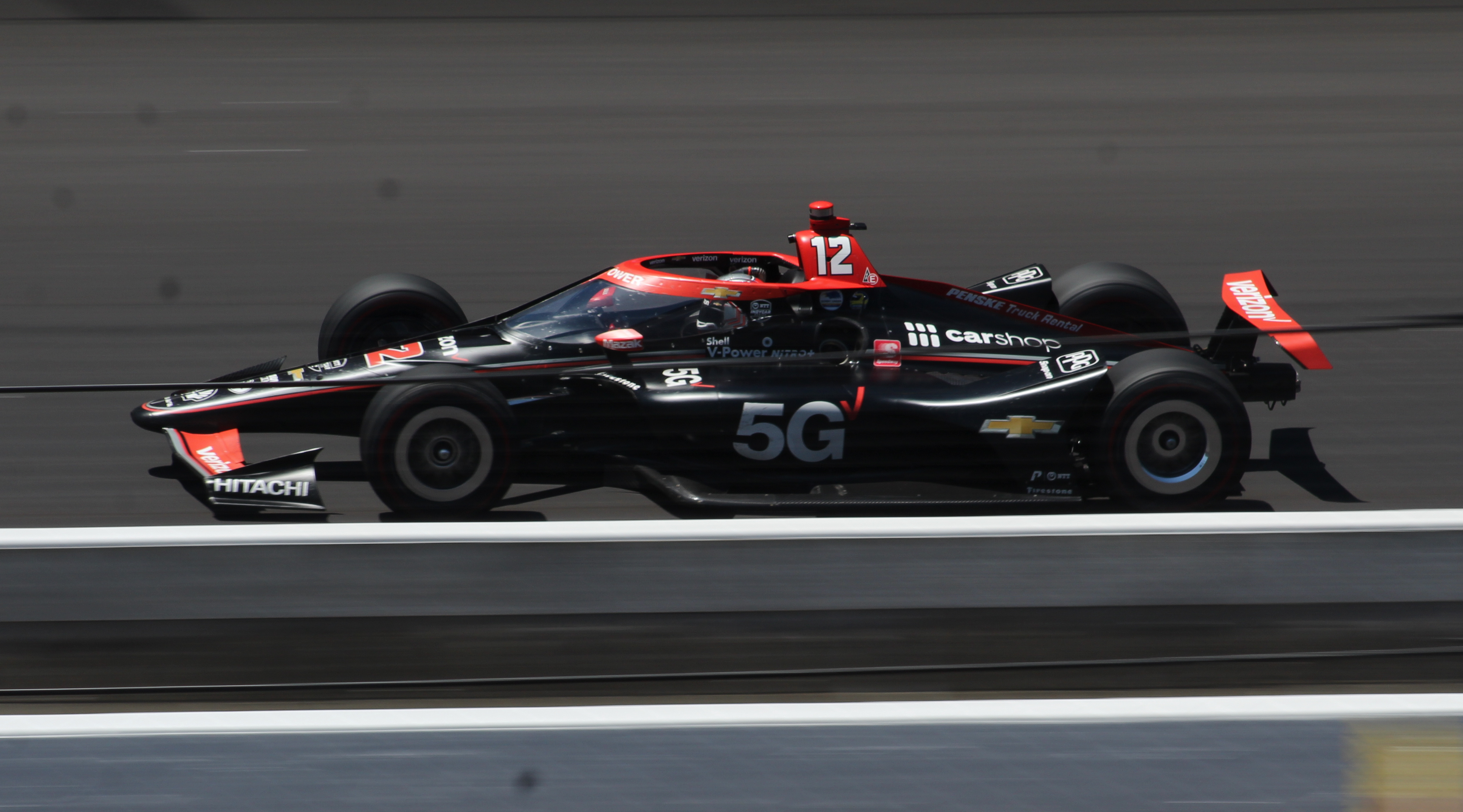
Power en la Indy 500 de 2021.

En 2017, Power venció en el Gran Premio de Indianápolis, Texas y Pocono y obtuvo siete podios, lo que lo colocó quinto en el campeonato. En el año siguiente, 2018, además de repetir el triunfo en el Gran Premio de Indianápolis, también ganó las 500 Millas de Indianápolis y las Bommarito Automotive Group 500 en Gateway Motorsports Park. A pesar de los ocho podios logrados, cuatro abandonos lo relegaron al tercer puesto del campeonato.
El australiano en 2019 obtuvo la victoria en Pocono y Portland, dos segundos lugares y dos terceros, de modo que terminó quinto en la tabla general. En la temporada siguiente, nuevamente logró dos victorias (Mid-Ohio e Indianapolis Road Course) y finalizó quinto.
En 2021, Power logró su única victoria de la temporada en el Gran Premio de Indianápolis del mes de agosto. Llegó segundo en Barber y tercero en Road America y Gateway. Finalizó noveno en el campeonato de pilotos con un total de siete top 10.
Al año siguiente, el piloto australiano logró su segundo título en IndyCar Series. Obtuvo una sola victoria en el año, en Detroit, pero acumuló nueve podios en 17 carreras, siendo más consistente a lo largo de la temporada que su rival más directo y compañero de equipo Josef Newgarden.
Desde enero de 2025 está representado por A14 Management, la agencia de representación de Fernando Alonso.

## Resultados

### IndyCar Series
(Clave) (negrita indica pole position) (cursiva indica vuelta rápida)

| Año     | Equipo               | Motor     | 1       | 2       | 3       | 4      | 5       | 6       | 7       | 8      | 9      | 10     | 11     | 12     | 13     | 14      | 15     | 16     | 17     | 18     | 19    | Pos. | Puntos |
| ------- | -------------------- | --------- | ------- | ------- | ------- | ------ | ------- | ------- | ------- | ------ | ------ | ------ | ------ | ------ | ------ | ------- | ------ | ------ | ------ | ------ | ----- | ---- | ------ |
| 2008    | KV Racing Technology | Honda     | HMS 25  | STP 8   | MOT DNP |        | KAN 27  | INDY 13 | MIL 14  | TXS 13 | IOW 9  | RIR 25 | WGL 15 | NSH 11 | MDO 4  | EDM 22  | KTY 26 | SNM 25 | DET 8  | CHI 5  |       | 12.º | 331    |
| 2008    | KV Racing Technology | Cosworth  |         |         |         | LBH 1  |         |         |         |        |        |        |        |        |        |         |        |        |        |        |       | 12.º | 331    |
| 2009    | Penske Racing        | Honda     | STP 6   | LBH 2   | KAN     | INDY 5 | MIL     | TXS     | IOW     | RIR    | WGL    | TOR 3  | EDM 1  | KTY 9  | MDO    | SNM DNS | CHI    | MOT    | HMS    |        |       | 19.º | 215    |
| 2010    | Team Penske          | Honda     | SAO 1   | STP 1   | ALA 4   | LBH 3  | KAN 12  | INDY 8  | TXS 14  | IOW 5  | WGL 1  | TOR 1  | EDM 2  | MDO 2  | SNM 1  | CHI 16  | KTY 8  | MOT 3  | HMS 25 |        |       | 2.º  | 597    |
| 2011    | Team Penske          | Honda     | STP 2   | ALA 1   | LBH 10  | SAO 1  | INDY 14 | TXS 3   | TXS 1   | MIL 4  | IOW 21 | TOR 24 | EDM 1  | MDO 14 | NHM 5  | SNM 1   | BAL 1  | MOT 2  | KTY 19 | LVS1 C |       | 2.º  | 555    |
| 2012    | Team Penske          | Chevrolet | STP 7   | ALA 1   | LBH 1   | SAO 1  | INDY 28 | DET 4   | TXS 8   | MIL 12 | IOW 24 | TOR 15 | EDM 3  | MDO 2  | SNM 2  | BAL 6   | FON 24 |        |        |        |       | 2.º  | 465    |
| 2013    | Team Penske          | Chevrolet | STP 16  | ALA 5   | LBH 16  | SAO 24 | INDY 19 | DET 8   | DET 20  | TXS 7  | MIL 3  | IOW 17 | POC 4  | TOR 15 | TOR 18 | MDO 4   | SNM 1  | BAL 18 | HOU 12 | HOU 1  | FON 1 | 4.º  | 498    |
| 2014    | Team Penske          | Chevrolet | STP 1   | LBH 2   | ALA 5   | IMS 8  | INDY 8  | DET 1   | DET 2   | TXS 2  | HOU 14 | HOU 11 | POC 10 | IOW 14 | TOR 9  | TOR 3   | MDO 6  | MIL 1  | SNM 10 | FON 9  |       | 1.º  | 671    |
| 2015    | Team Penske          | Chevrolet | STP 2   | NLA 7   | LBH 20  | ALA 4  | IMS 1   | INDY 2  | DET 4   | DET 18 | TXS 13 | TOR 4  | FON 19 | MIL 22 | IOW 10 | MDO 14  | POC 4  | SNM 7  |        |        |       | 3.º  | 493    |
| 2016    | Team Penske          | Chevrolet | STP DNS | PHX 3   | LBH 7   | ALA 4  | IMS 19  | INDY 10 | DET 20  | DET 1  | ROA 1  | IOW 2  | TOR 1  | MDO 2  | POC 1  | TXS 8   | WGL 20 | SNM 20 |        |        |       | 2.º  | 532    |
| 2017    | Team Penske          | Chevrolet | STP 19  | LBH 13  | ALA 14  | PHX 2  | IMS 1   | INDY 23 | DET 18  | DET 3  | TXS 1  | ROA 5  | IOW 4  | TOR 21 | MDO 2  | POC 1   | GTW 20 | WGL 6  | SNM 3  |        |       | 5.º  | 562    |
| 2018    | Team Penske          | Chevrolet | STP 10  | PHX 22  | LBH 2   | ALA 21 | IMS 1   | INDY 1  | DET 7   | DET 2  | TXS 18 | ROA 23 | IOW 6  | TOR 18 | MDO 3  | POC 2   | GTW 1  | POR 21 | SNM 3  |        |       | 3.º  | 582    |
| 2019    | Team Penske          | Chevrolet | STP 3   | COA 24  | ALA 11  | LBH 7  | IMS 7   | INDY 5  | DET 18  | DET 3  | TXS 9  | ROA 2  | TOR 18 | IOW 15 | MDO 4  | POC 1   | GTW 22 | POR 1  | LAG 2  |        |       | 5.º  | 550    |
| 2020    | Team Penske          | Chevrolet | TXS 13  | IMS 20  | ROA 2   | ROA 11 | IOW 21  | IOW 2   | INDY 14 | GTW 17 | GTW 3  | MDO 1  | MDO 7  | IMS 6  | IMS 1  | STP 24  |        |        |        |        |       | 5.º  | 396    |
| 2021    | Team Penske          | Chevrolet | ALA 2   | STP 8   | TXS 14  | TXS 13 | IMS 11  | INDY 30 | DET 20  | DET 6  | ROA 3  | MDO 25 | NSH 14 | IMS 1* | GTW 3  | POR 13  | LAG 26 | LBH 10 |        |        |       | 9.º  | 357    |
| 2022    | Team Penske          | Chevrolet | STP 3   | TXS 4   | LBH 4   | ALA 4  | IMS 3   | INDY 15 | DET 1   | ROA 19 | MDO 3  | TOR 15 | IOW 3  | IOW 2  | IMS 3  | NSH 11  | GTW 6  | POR 2  | LAG 3  |        |       | 1.º  | 560    |
| 2023    | Team Penske          | Chevrolet | STP 7   | TXS 16  | LBH 6   | ALA 3  | IMS 12  | INDY 23 | DET 2   | ROA 13 | MDO 3  | TOR 14 | IOW 5  | IOW 2  | NSH 10 | IMS 6   | GAT 9  | POR 25 | LAG 4  |        |       | 7.º  | 425    |
| 2024    | Team Penske          | Chevrolet | STP 2   | THE DNQ | LBH 6   | ALA 2  | IGP 2   | INDY 24 | DET 6   | ROA 1  | LAG 7  | MDO 11 | IOW 18 | IOW 1  | TOR 12 | GAT 18  | POR 1  | MIL 2  | MIL 10 | NSH 24 |       | 4.º  | 498    |
| 2025*   | Team Penske          | Chevrolet | STP 26  | THE 6   | LBH 5   | ALA 5  | IGP 3   | INDY 16 | DET 4   | GAT 27 | ROA 14 | MDO 26 | IOW 3  | IOW 24 | TOR 11 | LAG 7   | POR 1  | MIL    | NSH    |        |       | 6.º  | 342    |
| Fuente: |                      |           |         |         |         |        |         |         |         |        |        |        |        |        |        |         |        |        |        |        |       |      |        |

- * Temporada en progreso.